# Instituto Internacional de Investigação sobre o Terrorismo
Instituto Internacional de Investigação sobre o Terrorismo ou International Institute for Counter-Terrorism (TIC) é um centro de estudos sem fins lucrativos e organização de cooperação internacional ligado ao Centro Interdisciplinar de Herzliya (IDC), sediado na cidade de Herzliya em Israel.
Fundado em 1996, descreve-se como "o principal instituto acadêmico de estudos acerca do terrorismo no mundo, facilitando a cooperação internacional na luta contra o terrorismo". É uma organização independente de ideologia conservadora que partilha conhecimentos técnicos sobre as táticas terroristas, contra-terroristas, de segurança interna, sobre vulnerabilidade e avaliação de risco, análise de inteligência e de defesa e segurança nacional.
Seu orçamento depende exclusivamente de doações privadas e receitas de eventos, além de projetos e programas desenvolvidos pela instituição.